# Матеа Самарджич
Матеа Самарджич (17 січня 1995) — хорватська плавчиня.
Учасниця Олімпійських Ігор 2016 року.